# Reynès
Reynès (catalansk: Reiners) er en by og kommune i departementet Pyrénées-Orientales i Sydfrankrig.

## Geografi
Reynès ligger 36 km sydvest for Perpignan. Nærmeste byer er mod nord Céret (6 km) og mod vest Amélie-les-Bains (8 km).

## Demografi

### Udvikling i folketal
| 1962                                                              | 1968 | 1975 | 1982 | 1990 | 1999  | 2007  | 2014  | 2017  |
| ----------------------------------------------------------------- | ---- | ---- | ---- | ---- | ----- | ----- | ----- | ----- |
| 663                                                               | 676  | 692  | 787  | 964  | 1.203 | 1.248 | 1.349 | 1.328 |
| Tal fra og med 1962 er uden dobbelttælling (sans doubles comptes) |      |      |      |      |       |       |       |       |